# Diana Jaqueline Rodríguez Carrillo
Jaqueline Rodríguez Carrillo (Santiago Tequixquiac, México, 7 de septiembre de 1996) es una futbolista mexicana que juega como centrocampista y actualmente se encuentra sin equipo, además juega para la selección femenina de México.

## Selección nacional

### Categorías inferiores
Jaqueline Rodríguez representó a México en la Copa Mundial Femenina Sub-17 de la FIFA 2012 y en la Copa Mundial Femenina Sub-20 de la FIFA 2014.

#### Sub-15
Cuando tenía 11 años, Flores se entrenó como jugadora invitada con la selección nacional femenina sub-15 de fútbol de las Islas Caimán, que entonces era entrenada por su padre.

#### Sub-17
Ingresa a la selección mexicana de fútbol femenil sub-17 por parte de la FMF, tendrá su participación en el mundial de la categoría celebrado en Azerbaiyán durante septiembre de 2012.